# Barbara i Jan
Barbara i Jan – pierwszy polski serial telewizyjny, komediowo-sensacyjny, nakręcony w 1964 roku przez Jerzego Ziarnika (odcinki 1, 3, 5 i 7) i Hieronima Przybyła (odcinki 2, 4 i 6).
Scenariusze napisali Jerzy Ziarnik (odcinki 1 i 3), Stanisław Bareja z Hieronimem Przybyłem (odcinki 2, 4 i 6) oraz Janusz Jaxa (odcinki 5 i 7). Zdjęcia wykonał Jan Janczewski, a opracowanie muzyczne wykonał Marek Lusztig.
W 2008 został wydany na DVD przez TVP.

## Obsada
- Janina Traczykówna – Barbara Raczyk, dziennikarka
- Jan Kobuszewski – Jan Buszewski, fotoreporter
- Mieczysław Pawlikowski – Gawlikowski, redaktor naczelny
- Zofia Merle – oszustka (odc. Oszustka)
- Wojciech Pokora – porucznik MO (odc. Oszustka)
- Wacław Kowalski – recepcjonista w hotelu (odc. Oszustka)
- Andrzej Tomecki – Kielski, inżynier w kopalni węgla brunatnego (odc. Zakochane duchy)
- Bożena Kurowska – kierowniczka świetlicy w Łabędach Małych (odc. Kłopotliwa nagroda)
- Zygmunt Kęstowicz – kierownik PGR-u, niedoszły mąż kierowniczki świetlicy (odc. Kłopotliwa nagroda)
- Marian Rułka – członek szajki (odc. Główna wygrana)
- Krystyna Sienkiewicz – pracownica w Zakładach Wytwórczych Lamp Elektrycznych im. Róży Luksemburg
- Teresa Lipowska – pracownica w Zakładach Wytwórczych Lamp Elektrycznych im. Róży Luksemburg
- Ryszard Pracz – członek redakcji „Echa”

## Fabuła, odcinki

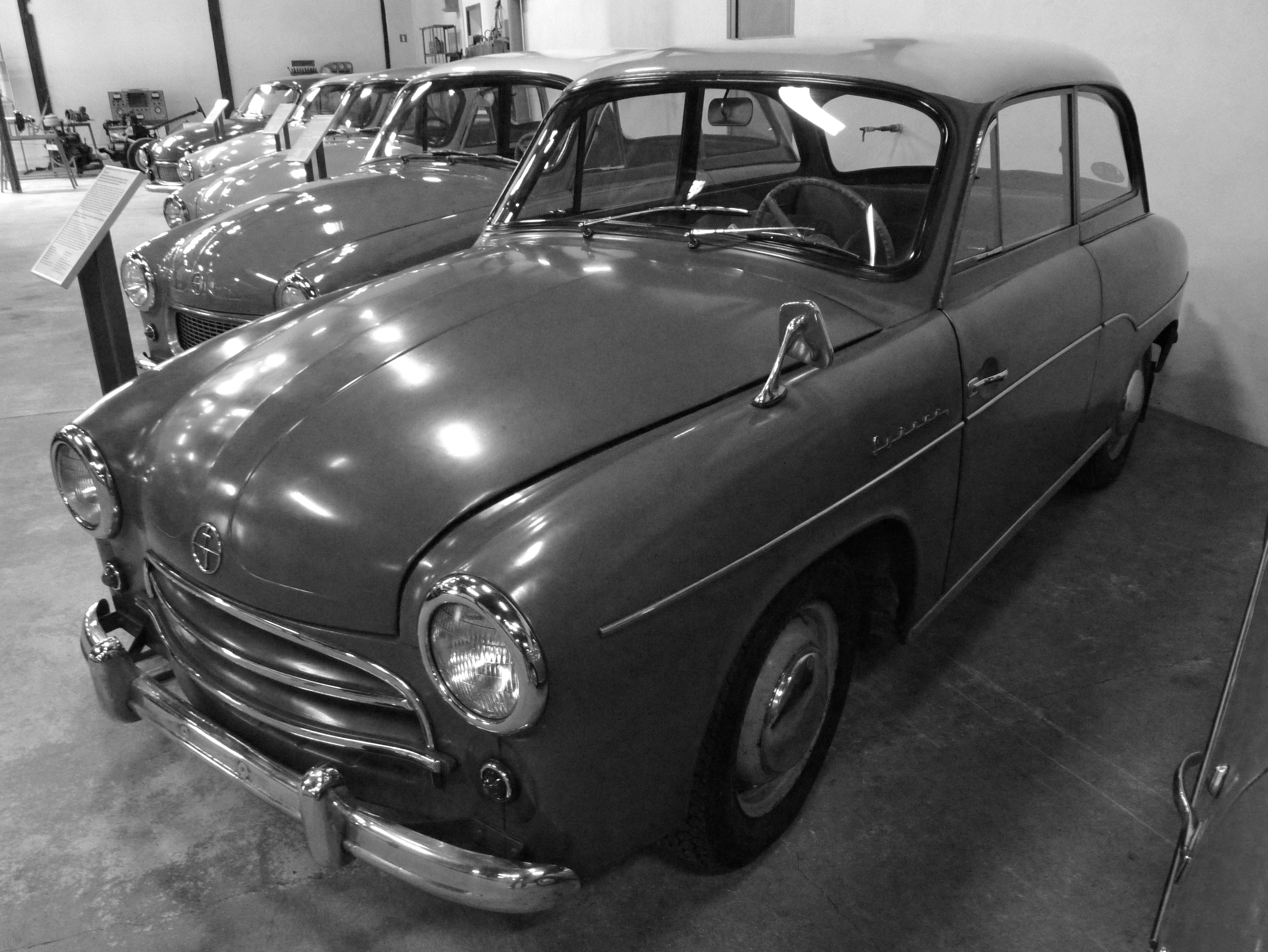
Syrena, samochód jakim poruszają się Barbara i Jan

Serial przedstawia reporterskie przygody początkującej dziennikarki i doświadczonego fotoreportera fikcyjnej warszawskiej gazety „Echo”. W każdym odcinku mają przygotować jeden, zazwyczaj banalny temat, jednakże napotykają na zupełnie nieprzewidziane sytuacje i trudności, które w rezultacie kreują zebrany przez nich materiał na dużo bardziej oryginalny artykuł.

### 1. Pierwszy reportaż
Barbara Raczyk stara się o angaż w gazecie Echo i jako swój pierwszy artykuł przygotowuje tekst o życiu pracownic fabryki żarówek, udając jedną z nich. Buszewski ma się z nią spotkać w fabryce, ale jako że nigdy wcześniej jej nie spotkał pomylił ją z inną pracownicą.

### 2. Główna wygrana
Buszewski wygrywa główną nagrodę w loterii Totalizatora Sportowego, ale kiedy stara się ją odebrać okazuje się, że padł ofiarą oszustwa.

### 3. Niepowtarzalne zdjęcia
Zbierając materiały do artykułu o nowych technologiach w budownictwie, Barbara i Jan gubią aparat z ważnymi zdjęciami, przez co muszą przeszukać budowy rozsiane po całej Warszawie w jego poszukiwaniu.

### 4. Oszustka
W małym miasteczku Barbara zostaje wzięta za oszustkę, która jak się okazuje, posługiwała się jej zgubioną legitymacją.

### 5. Zakochane duchy
W pobliżu kopalni stoi ponoć nawiedzony wiatrak, którego tajemnicę starają się odkryć główni bohaterowie.

### 6. Kłopotliwa nagroda
Wręczając wiejskiej świetlicy nagrodę w postaci telewizora, Barbara i Jan odkrywają konflikt pomiędzy kierowniczką świetlicy i prezesem spółdzielni rolniczej.

### 7. Willa na przedmieściu
Ulegając namowom Barbary, Jan decyduje się pójść do dentysty z bolącym zębem. Na miejscu okazuje się, że gabinet jest tylko przykrywką.